# La Tour (Missouri)
La Tour és una població dels Estats Units a l'estat de Missouri. Segons el cens del 2000 tenia 65 habitants.

## Demografia
Segons el cens del 2000, La Tour tenia 65 habitants, 23 habitatges, i 18 famílies. La densitat de població era de 228,2 habitants per km².
Dels 23 habitatges en un 34,8% hi vivien nens de menys de 18 anys, en un 60,9% hi vivien parelles casades, en un 8,7% dones solteres, i en un 17,4% no eren unitats familiars. En el 13% dels habitatges hi vivien persones soles el 8,7% de les quals corresponia a persones de 65 anys o més que vivien soles. El nombre mitjà de persones vivint en cada habitatge era de 2,83 i el nombre mitjà de persones que vivien en cada família era de 3,05.
Per edats la població es repartia de la següent manera: un 27,7% tenia menys de 18 anys, un 7,7% entre 18 i 24, un 27,7% entre 25 i 44, un 26,2% de 45 a 60 i un 10,8% 65 anys o més.
L'edat mediana era de 33 anys. Per cada 100 dones de 18 o més anys hi havia 113,6 homes.
La renda mediana per habitatge era de 38.250 $ i la renda mediana per família de 38.750 $. Els homes tenien una renda mediana de 51.250 $ mentre que les dones 21.250 $. La renda per capita de la població era de 15.684 $. Entorn del 26,3% de les famílies i el 21,3% de la població estaven per davall del llindar de pobresa.

## Poblacions més properes
El següent diagrama mostra les poblacions més properes.